# 殼溪頁岩層
殼溪頁岩層（Shell Creek Shale）是位於美國蒙大拿州大角国家森林大角盆地內的一處灰或黑色頁岩地質形成層，頁岩層保存了可追朔至白垩纪時期的生物化石，因此曾出土不少獨特的無脊椎動物的化石標本。
早期的文獻將殼溪頁岩層歸入在地理上比鄰的「上瑟莫波利斯層」，直到1962年，由埃克爾最先提出有關殼溪頁岩層的地層史:26。而在地質上來說，當地算是黃石公園的延伸部分。
在中生代的白堊紀時，當地原是劳亚大陆北部遠北海一個鹹淡水交界的海灣，所以同時適合海洋生物及淡生生物棲息:1。頁岩層的厚度約200到300英尺，而且混合了不少含鐵的石塊，並隨溪流的相反方向而變薄:26-27及減低鹽度；但卻保存了北大西洋最初形成時的生物群，也是白堊紀時最早期的沉積層:2。